# カレッジフットボール

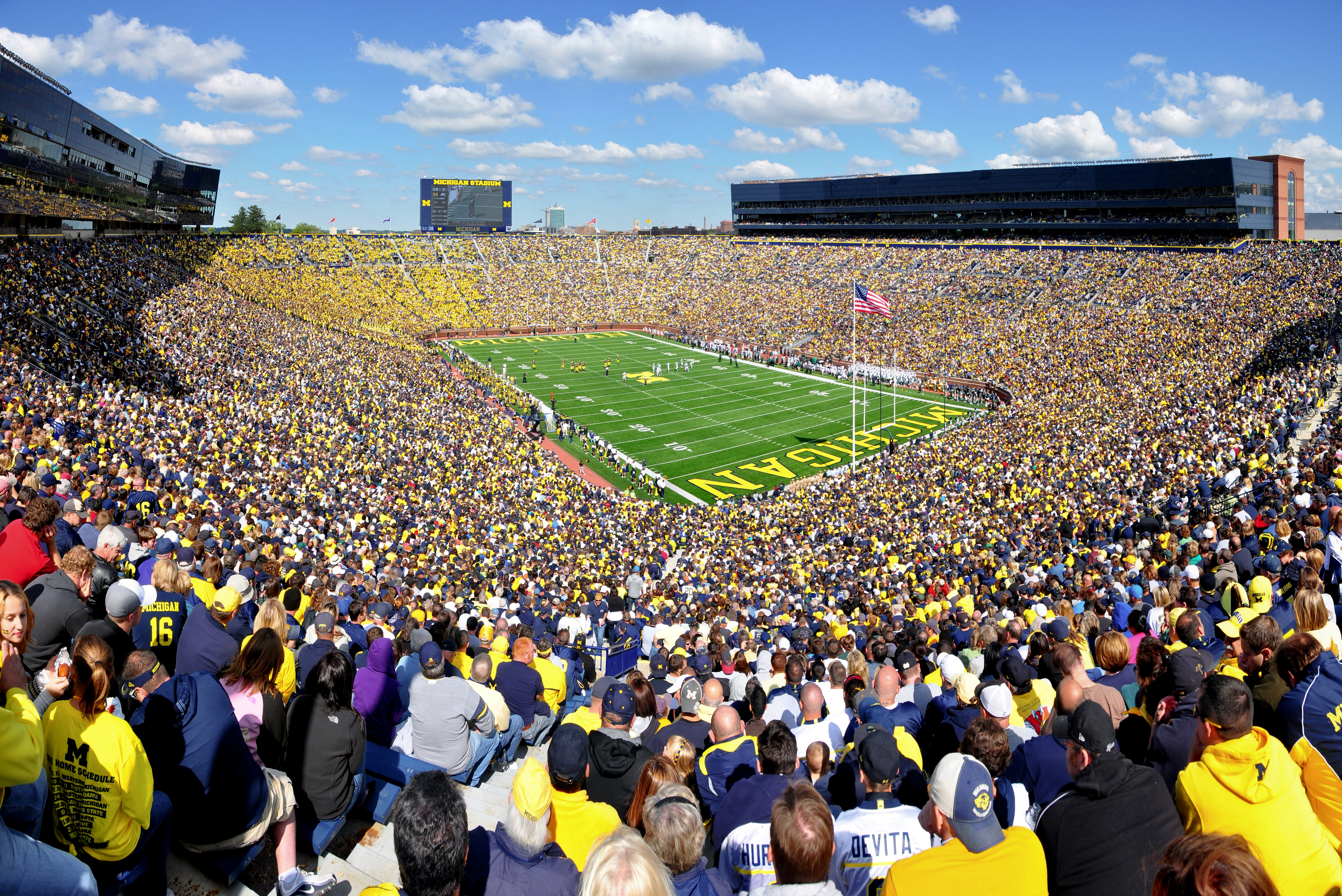
カレッジフットボールの応援風景。ミシガン大学の本拠地ミシガン・スタジアム(写真)は1試合平均11万人以上の観客動員数を誇る。

カレッジフットボール（英語: college football）は、アメリカ合衆国の大学が参加して行われるアメリカンフットボールの大会をいう。プロリーグであるNFLと並んでテレビなどでの放映が行われ、アメリカにおけるフットボール人気の一つの柱となるスポーツ大会である。アメリカ国内ではMLBやNBAと並ぶ、若しくはそれらを上回る人気を誇り、特に北米4大プロスポーツリーグのチームがない州や都市では、スポーツに対する最大の関心事のひとつになっている。
毎年9月初めごろに開幕するシーズンでは毎週末に試合が行われる。12月初旬までにレギュラーシーズンが終了し、11月末から翌年の年始にかけてボウル・ゲームおよびトーナメント大会が繰り広げられる。
全米大学体育協会（NCAA）加盟校は、多くの場合地域ごとのカンファレンスに所属して活動する（無所属の場合、独立校と呼ばれる）。そのカンファレンスはI部からIII部のディビジョンに加入しており、更にI部では最上位に位置するI部FBSと下位のI部FCSに細分化される。
NCAAは各ディビジョンの全国チャンピオンを決める大会を主催するが、唯一I部FBSに限っては主催しない。しかしNCAA発足以前より、事実上のチャンピオンを決める制度は存在する。
1888年にイェール大学にコーチが就任し全米チャンピオンに輝いて以降、現在に至るカンファレンス・ランキング制度が整い始める。1888年以降のチャンピオン最多回数はアラバマ大学の17回である。以下、ノートルダム大13回、プリンストン大12回、ミシガン大11回、USC10回、ピッツバーグ大9回、オハイオ州立大8回、ハーバード大・オクラホマ大7回、ペンシルバニア大・ミネソタ大6回と続く（プリンストン大とペンシルベニア大は、ともにスポーツ推薦制度のないアイビー・リーグの所属であり、全米チャンピオンになったのは、他カンファレンスの大学がそれほど強くなかった時代である）。
アメリカ国内では非常に人気の高いスポーツコンテンツである。ギャラップが2012年12月に行った世論調査によると、回答者の49%がカレッジフットボールのファンだと答えており、48%のプロ野球、33%のプロバスケットボール、22%のプロアイスホッケーなどを上回った。
カレッジフットボールの観客動員力は非常に高く、2012年シーズンでは1試合平均観客動員数が10万人を超える大学が4校、8万人を超える大学が17校、4万人を超える大学が60校であった。王座決定戦であるBCSナショナル・チャンピオンシップ・ゲームの視聴率も非常に高く、2013年のゲームでは17.5%であった。これは2012年のワールドシリーズの平均視聴率(7.6%)の2倍以上であり、NFLやオリンピックを除いた場合、スポーツイベントとして年間最高視聴率であることが多い。
経済規模も非常に大きく、2010年時点での主要カンファレンスの総収入は約22億ドル、利益は約11億ドルである。特に利益ではメジャーリーグなどを上回っている。米ケーブルスポーツ専門局のESPNが結んだプレーオフ放映契約は12年間で総額73億ドル（約8700億円）。

## レギュラーシーズンゲーム
レギュラーシーズンゲームは、1シーズンあたり各チーム最大12試合までとされている。各校はそれぞれ自らが所属するカンファレンスの学校との対戦を行うほか、所属外のカンファレンスのチームとの対戦を行う。同一カンファレンス内の対戦成績によって、カンファレンス内部の順位は決定されるが、ボウル・ゲームなどへの出場に関しては、所属外のカンファレンスのチームとの対戦成績も加味されて判断される。

## ボウル・ゲーム
シーズン終了後は異なるカンファレンスのチームと対戦する交流戦「ボウル・ゲーム」が開催される。2020年時点では40試合あるが、NCAAや各カンファレンスは主催しない。
ボウル・ゲームのうち2試合はカレッジフットボール・プレーオフ（CFP）準決勝となり、別途CFP決勝戦が行われる。各ボウルは招待枠が概ね決まっており、CFPランキングやシーズン成績によって選定される。
2006年シーズン終了後の2007年1月8日から独立したBCSナショナル・チャンピオンシップ・ゲームが実施されるようになった。その前は、4つのBCSボウルゲームのうちの1つが毎年交代で、年度全米一を決定するゲームの役割を果たしていた。
なお、「アイロン・ボウル」などシーズン中のライバル対決にボウルの名称がつく試合もある。

## ディビジョン
NCAAは、カレッジフットボールを以下のディビジョンに区分けしている。いわゆる一部リーグ、二部リーグなどに相当する。
- NCAA Division I
  - FBS （フットボール・ボウル・サブディビジョン、旧：Division I-A）

FCSからの新規加入があった2018年時点では、10カンファレンスと7独立校あわせて130校が参加。シーズン終了後はボウル・ゲームをメインすることから名付けられた。
レギュラーシーズン12試合と、カンファレンス内の優勝決定戦が行われる。成績上位のチームはボールゲームに招待されるほか、年間王者を決めるCFPが開催される。
  - FCS （フットボール・チャンピオンシップ・サブディビジョン、旧：Division I-AA）

2020年シーズン時点では13カンファレンスと3独立校、合計127校が参加。名称の由来はシーズン終了後にチャンピオンシップ・トーナメントが開かれることから。
レギュラーシーズンは11試合行われる。シーズン終了後、24校参加のNCAA主催トーナメントが行われる。ただし、全てのカンファレンスが参加しているわけではない。また、トーナメント期間中にカンファレンス優勝決定戦が1試合、ボウル・ゲームが1試合組まれる。
- NCAA Division II
- NCAA Division III

## カンファレンス
一部どこにも所属しない独立校もあるが、各大学のチームは通常、それぞれ特定のカンファレンスに所属している。カンファレンスは、ディビジョンおよび地域ごとにまとめられた基本リーグとして機能する。レギュラーシーズンの成績はそれぞれのカンファレンスにおける優勝チームを決定するために用いられる。

## 問題点
フットボールに限らずNCAAのスポーツ全般に言えることだが、MLBを上回るほどの利益を上げながらも、あくまでアマチュアスポーツなので捻れが生じている。つまり、入場料や放映料、ライセンスなどによる膨大な収益を上げながらも、実際に試合で働いている選手たちに利益が行かず、運営側で独占している事が問題視されている。その一方で選手が奨学金以外の収入を得ることを禁止しているので批判の声も強い。例えば、名RBのジム・ブラウンは「NCAAは恐らく神の創造物の中でも最もあるまじきものだ」だと批判している。その流れを受けて、大学のアメフト部の選手たちが労働組合を組織するという動きも出ている。